# Saint-Pantaléon (Lot)
Saint-Pantaléon è un comune francese di 244 abitanti situato nel dipartimento del Lot nella regione dell'Occitania.

## Società

### Evoluzione demografica
Abitanti censiti